# Седемнадесетоъгълник
Седемнадесетоъгълникът (или хептадекагон) е многоъгълник със седемнадесет страни и ъгли.
Сборът на всички вътрешни ъгли е 2700° или {\displaystyle 15\pi } радиана. Има 119 диагонала. Броят им се определя по общата формула за многоъгълник {\displaystyle D=n(n-3)/2}, откъдето при {\displaystyle n=17} се получава 
{\displaystyle D={\frac {17(17-3)}{2}}=119}.
Правилен седемнадесетоъгълник е този, при който всички страни и ъгли са равни. Той е представлявал интерес през вековете и е бил обект на дългогодишни научни изследвания. Свързва се най-вече с откритията на немския математик Карл Фридрих Гаус. По-нататък в статията се разглежда правилен седемнадесетоъгълник.

## Ъгли
Вътрешният ъгъл е 
{\displaystyle \phi ={\frac {2700^{\circ }}{17}}={158{\frac {14}{17}}}^{\circ }=158,82352941176470588235294117647^{\circ }\approx 158,82353^{\circ }.}
Централният ъгъл и външният ъгъл са
{\displaystyle \mu ={\frac {360^{\circ }}{17}}={21{\frac {3}{17}}}^{\circ }=21,176470588235294117647058823529^{\circ }\approx 21{,}17647^{\circ }.}

## Лице
Лицето S /или площта/ на правилен седемнадесетоъгълник може да бъде намерено по три начина:
- По страната a:

{\displaystyle S={\frac {17a^{2}}{4}}\cot({\tfrac {\pi }{17}})\approx 22,735492\,a^{2}}
- По радиуса R на описаната окръжност:

{\displaystyle S={\frac {17R^{2}}{2}}\sin({\tfrac {2\pi }{17}})\approx 3,070554\,R^{2}}
- По радиуса r на вписаната окръжност (т.е. апотемата):

{\displaystyle S=17r^{2}\cdot \tan({\tfrac {\pi }{17}})\approx 3,177851\,r^{2}}
В литературата и статията в съответствие с чертежа сe използват и други обозначения: 
 А вместо S, s вместо a, ru вместо R и ri вместо r .

## Построения

### Точно построение и доказателства на Гаус
Тъй като 17 е просто число на Ферма, правилен седемнадесетоъгълник може да бъде построен с линийка и пергел:
|  |  |

Това е доказано от Карл Фридрих Гаус в неговата монография „Аритметични изследвания“ през 1796 г., когато е на 19 години. Той доказва, че ако нечетните прости делители n на окръжността на равни дъги са различни прости числа на Ферма, тоест прости числа от вида {\displaystyle n=F_{m}=2^{2^{m}}+1}, тогава правилен n-ъгълник може да бъде построен с помощта на линийка и пергел (Теорема на Гаус-Ванцел). Тук m е цяло неотрицателно цяло число {\displaystyle m=0,1,2,3,...}.

При {\displaystyle m=0}, {\displaystyle n=F_{0}=2^{2^{0}}+1=3};

при {\displaystyle m=1}, {\displaystyle n=F_{1}=2^{2^{1}}+1=5};

при {\displaystyle m=2}, {\displaystyle n=F_{2}=2^{2^{2}}+1=17};

при {\displaystyle m=3}, {\displaystyle n=F_{3}=2^{2^{3}}+1=257};

при {\displaystyle m=4}, {\displaystyle n=F_{4}=2^{2^{4}}+1=65537}; и т. н.

Следователно, от правилните n-ъгълници с нечетен брой страни, с линийка и пергел могат да се построят правилен триъгълник, петоъгълник, седемнадесетоъгълник, 257-ъгълник и т. н.
Доказателството на Гаус разчита и на факта, че построимостта е еквивалентна на изразимостта на тригонометричните функции на централния ъгъл в правилния 17-ъгълник чрез аритметични операции и извличане на квадратен корен. Така конструирането на правилен 17-ъгълник включва намиране на косинус от {\displaystyle 2\pi /17} чрез корен квадратен. В същата книга „Аритметични изследвания“ Гаус определя стойността на косинуса на централния ъгъл на седемнадесетоъгълника: 
{\displaystyle \cos \mu =\cos {\frac {360^{\circ }}{17}}=}
{\displaystyle ={\frac {1}{16}}\left({\sqrt {17}}-1+{\sqrt {2\left(17-{\sqrt {17}}\right)}}+2{\sqrt {17+3{\sqrt {17}}-{\sqrt {2\left(17-{\sqrt {17}}\right)}}-2{\sqrt {2\left(17+{\sqrt {17}}\right)}}}}\right)\approx }
{\displaystyle \approx 0{,}93247222940435580457311589182156.}
Гаус дава тази формула в съвременна нотация, както е представена и в .
От този резултат произтича конструктивността и се прилага при построението: 
Освен това резултатът може да се използва и за изчисляване на различни размери на седемнадесетоъгълника, като дължина на страната {\displaystyle s}, обиколка (периметър) {\displaystyle P}, радиус на вписаната окръжност {\displaystyle r_{\rm {i}}}, диагонал върху две страни {\displaystyle d_{2}} и площ {\displaystyle A}:
| Дължина на страната           | {\displaystyle s={\sqrt {2\left(1-\epsilon \right)}}\cdot r_{\rm {u}}}          | {\displaystyle \approx 0{,}367499\cdot r_{\rm {u}}}     | Размери на седемнадесетоъгълника |
| Периметър                     | {\displaystyle P=17{\sqrt {2\left(1-\epsilon \right)}}\cdot r_{\rm {u}}}        | {\displaystyle \approx 6{,}247484\cdot r_{\rm {u}}}     | Размери на седемнадесетоъгълника |
| Радиус на вписаната окръжност | {\displaystyle r_{\rm {i}}={\sqrt {\frac {1+\epsilon }{2}}}\cdot r_{\rm {u}}}   | {\displaystyle \approx 0{,}982973\cdot r_{\rm {u}}}     | Размери на седемнадесетоъгълника |
| Диагонал                      | {\displaystyle d_{2}=2{\sqrt {1-\epsilon ^{2}}}\cdot r_{\rm {u}}}               | {\displaystyle \approx 0{,}722483\cdot r_{\rm {u}}}     | Размери на седемнадесетоъгълника |
| Площ                          | {\displaystyle A={\frac {17}{2}}{\sqrt {1-\epsilon ^{2}}}\cdot r_{\rm {u}}^{2}} | {\displaystyle \approx 3{,}070554\cdot r_{\rm {u}}^{2}} | Размери на седемнадесетоъгълника |
| Вътрешен ъгъл                 | {\displaystyle \phi =180^{\circ }-\mu ={\frac {15}{17}}\cdot 180^{\circ }}      | {\displaystyle 158{\frac {4}{17}}^{\circ }}             | Размери на седемнадесетоъгълника |

#### Построениe чрез Гаусовата кратка версия на формулата
На 21 юни 1801 г. Гаус представя на Академията в Санкт Петербург така наречената кратка версия в три стъпки за неговата горна формула, която е резултат от групирането на суми от индивидуални косинусови стойности. През 2009 г. Фридрих Л. Бауер ги описва подробно в книгата си „Historische Notes on Computer Science“ в главата „Карл Фридрих Гаус, 17-ъгълникът и MATEMATИКA“.  В кратката версия са въведени спомагателните величини {\displaystyle q} и {\displaystyle q'}:
{\displaystyle q=\cos \left({\frac {2\pi }{17}}\right)+\cos \left(4\cdot {\frac {2\pi }{17}}\right)} и
{\displaystyle q'=\cos \left(3\cdot {\frac {2\pi }{17}}\right)+\cos \left(5\cdot {\frac {2\pi }{17}}\right).}
Така за косинуса на централния ъгъл се получава резултатът: 
{\displaystyle \cos \left({\frac {2\pi }{17}}\right)={\frac {1}{2}}q+{\sqrt {{\frac {1}{4}}q^{2}-{\frac {1}{2}}q'}}} и
{\displaystyle \cos \left({\frac {2\pi }{17}}\right)={\frac {1}{2}}\cdot \left(q+{\sqrt {\left(qq-2q'\right)}}\;\right).}
Построяването чрез Гаусовата кратка версия на формулата включва следните етапи:
- Построяване на спомагателните величини {\displaystyle p,q} и произведението {\displaystyle qq}

Тук се прилага:
{\displaystyle p={\frac {-1+{\sqrt {17}}}{4}}} и
{\displaystyle q={\frac {p+{\sqrt {1+pp}}}{2}}}. 
При построенията е важно да не се объркат точките N с О, както и P с J или Q, защото са много близки. 
В резултат се получава:
{\displaystyle p=AE}, {\displaystyle q=IN} и 
{\displaystyle qq=IQ}.

- Построяване на спомагателните величини {\displaystyle p'} и {\displaystyle q'}.

{\displaystyle p'={\frac {-1-{\sqrt {17}}}{4}}}, {\displaystyle q'={\frac {p'+{\sqrt {1+p'p'}}}{2}}}, {\displaystyle A'}, отсечка {\displaystyle {\overline {A'B'}}=1}, дъга 90°{\displaystyle (A';r_{1}=1)}, {\displaystyle A'C'=A'B'=1}, {\displaystyle A'C'}⊥{\displaystyle A'B'}, {\displaystyle B'D'}⊥{\displaystyle A'B'}, {\displaystyle B'D'={\frac {1}{4}}{\overline {A'B'}}}, {\displaystyle {\overline {A'D'}}={\frac {1}{4}}\cdot {\sqrt {17}}}, окръжност {\displaystyle (D';r_{0}=D'B')}, линия {\displaystyle A'D'E'}, {\displaystyle A'E'=p'}, ¼ кръг {\displaystyle (A';r_{2}=p'),F',G',C'F'}, {\displaystyle G'E'H'}||{\displaystyle C'F'}, {\displaystyle A'H'=p'p'}, линия {\displaystyle A'H'I'J'}, {\displaystyle H'I'=1}, {\displaystyle I'J'=1}, {\displaystyle A'K'={\frac {1}{2}}\cdot A'J'}, ½ кръг {\displaystyle (K';r=A'K'=K'J')}, {\displaystyle I'L'}⊥{\displaystyle A'J'}, {\displaystyle {\overline {I'L'}}={\sqrt {\left(p'p'+1\right)}}}, {\displaystyle {\overline {L'M'}}={\overline {A'E'}}=p'}, {\displaystyle {\overline {M'N'}}={\overline {N'I'}}=q'}.

- Построяване на корен квадратен от {\displaystyle qq-2q'} и косинус от централния ъгъл {\displaystyle \mu }.

Доказателствата на Гаус представляват първия напредък в изграждането на правилен многоъгълник от над 2000 години. Гаус е бил толкова вдъхновен от откритието си, че в края на живота си завещал на гроба му да бъде изсечен правилен седемнадесетоъгълник. Скулпторът отказва да го направи с аргумента, че конструкцията ще бъде толкова сложна, че резултатът ще бъде неразличим от кръг. 

### Точно построение на Ричмънд
През 1893 г. Хърбърт Уилям Ричмънд публикува изрично описание на построяването на правилен шестоъгълник в 64 стъпки. Тази конструкция е показана по-долу.
1. Начертава се голям кръг k₁ (бъдещата описана окръжност около 17-ъгълника) с център O.
2. Прекарва се нейният диаметър AB.
3. Построява се към него перпендикуляр m, пресичащ k₁ в точките C и D.
4. Отбелязва се точка E — среда на DO.
5. По средата на EO се отбелязва точка F и се прекарва отсечката FA.
6. Построява се ъглополовящата (бисектрисата) w₁ на ъгъл ∠OFA.
7. Построява се ъглополовящата w₂ на ъгъла между m и w₁, която пресича AB в точка G.
8. От точка F се издига перпендикуляр s към w₂.
9. Построява се ъглополовящата w₃ на ъгъла между s и w₂. Тя пресича AB в точка H.
10. Построява се окръжността на Талес k₂ с диаметър HA и център в точка M. Тя се пресича с CD в точките J и K.

11. Построява се окръжността k₃ с център G през точките J и K. Тя се пресича с AB в точках L и N. Тук е важно да не се обърка N с M, те са много близки.
12. Построява се допирателната към k₃ през точка N.
Пресечните точки на тази допирателна с първоначалната окръжност k₁ са точките P₃ и P₁₄ на желания седемнадесетоъгълник. Ако се вземе средата на получената дъга като P₀ и се нанесе дъгата P₀P₁₄ около кръга три пъти, всички върхове на седемнадесетоъгълника ще бъдат построени.

### Построение на Ерхингер
Конструиране на правилен седемнадесетоъгълник с линийка и пергел в 64 стъпки е създадено и от Йоханес Ерхингер.

### Построение на Жерард
Л. Жерард построява правилен 17-ъгълник само с пергел и публикува резултата в Mathematische Annalen (48-ми том) през 1897 г. 

### Построение на ДеТемпъл
Изследванията с резултати продължават и в по-ново време. През 1991 г. Дуейн У. ДеТемпъл използва за построение на правилен 17-ъгълник четири така наречени окръжности на Карлайл.